# Isaphe convexa
Isaphe convexa är en mångfotingart som beskrevs av Cook 1904. Isaphe convexa ingår i släktet Isaphe och familjen Xystodesmidae. Inga underarter finns listade i Catalogue of Life.